# Bugatti Type 30

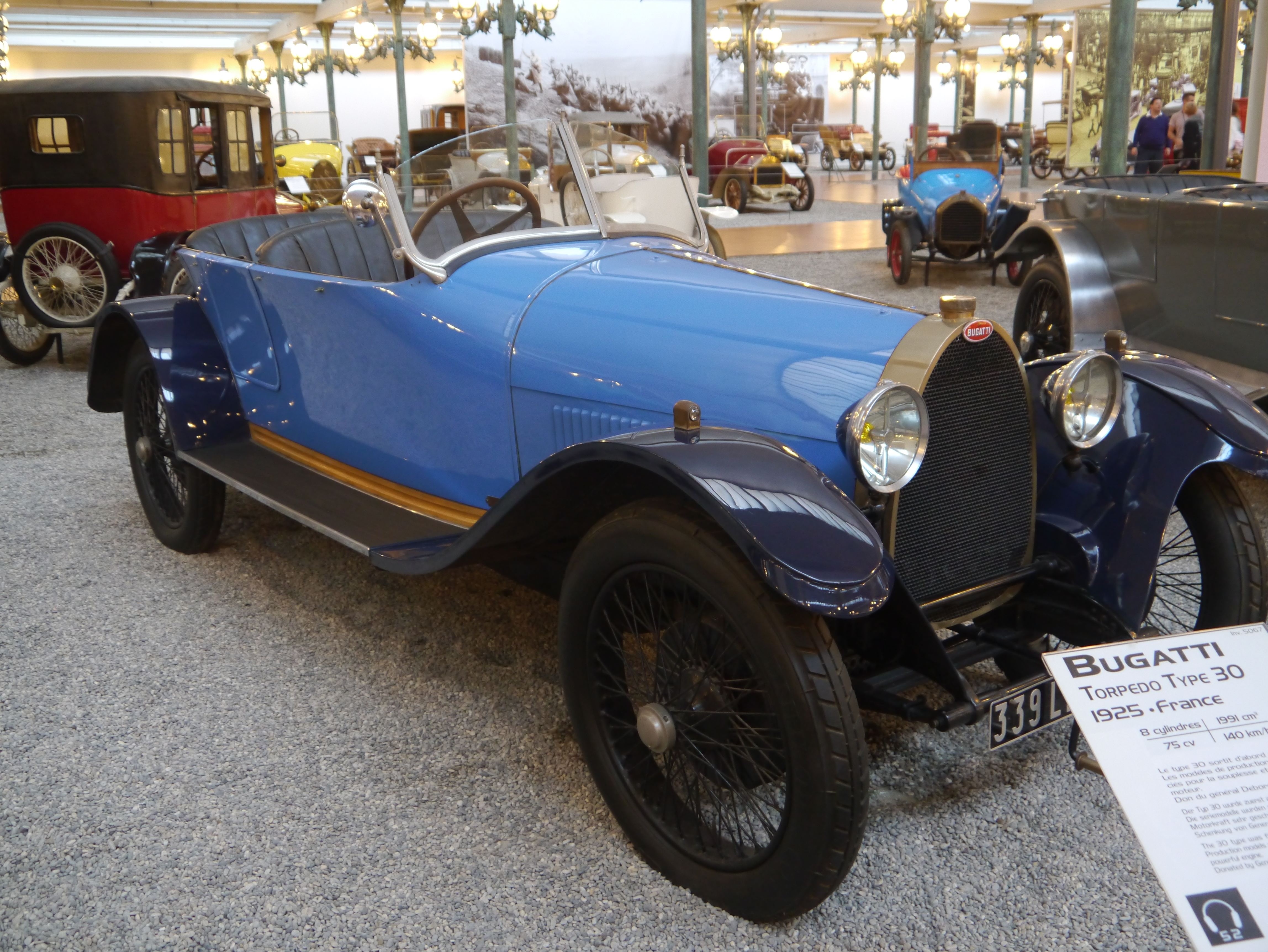
Tourenwagen

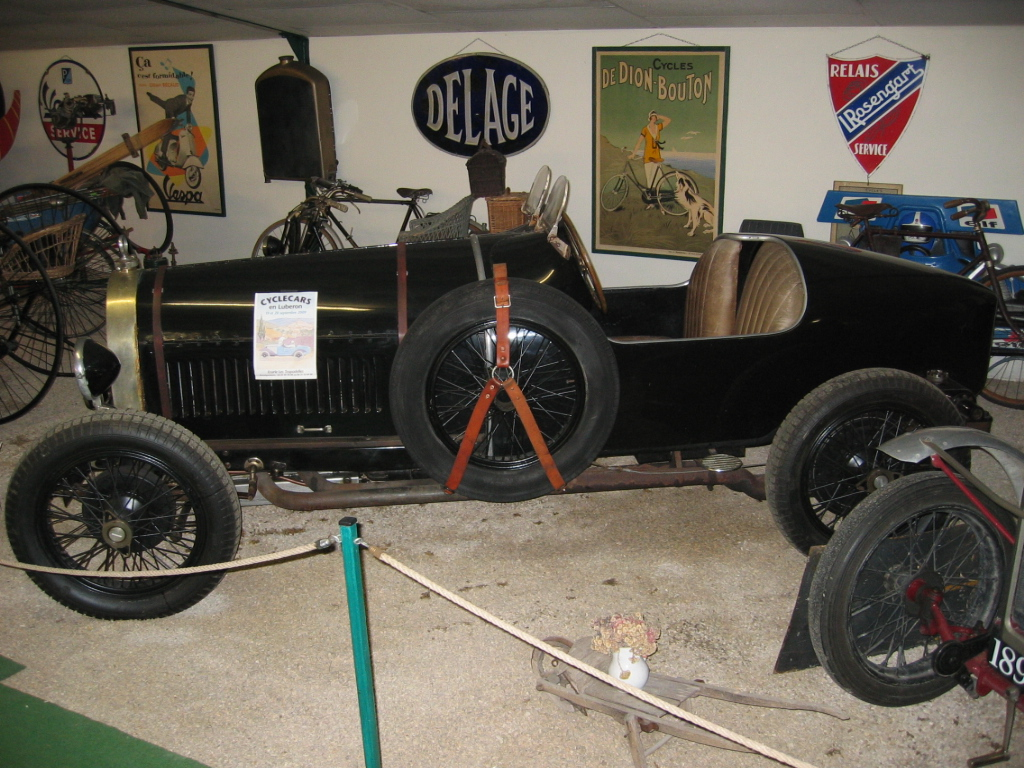
Roadster

Bugatti Type 30 ist die Bezeichnung für einen sportlichen Personenwagen der 1920er Jahre. Hersteller war Bugatti aus Frankreich.

## Entwicklungsgeschichte
Der Typ 30 war der erste Serienwagen mit acht Zylindern von Bugatti. Solche Reihen-Achtzylindermotoren waren aber technisch kein Neuland für Ettore Bugatti. Er hatte bereits vor dem Ersten Weltkrieg mit dem Type 14 mit zwei hintereinander gekoppelten „Brescia“-Vierzylindermotoren experimentiert, und auf dem Automobilsalon von Paris 1921 zeigte er das Fahrgestell des Dreiliterwagens Type 28, der nicht weiterverfolgt wurde. Der Type 29 von 1922 kann als Vorgänger des Type 30 angesehen werden.
Der Type 30 war der erste Serienwagen von Bugatti mit Vierradbremse.
Der Type 30 kam als sportlicher Tourenwagen auf den Markt. Bugatti entwickelte jedoch auch Rennwagen auf der Basis des Type 30, sodass es in diesen Jahren oft schwierig zu erkennen war, welche Modelle welchem Zweck dienen sollten. Der Type 30 wurde zwischen November 1922 und 1926 produziert. Nachfolger wurde der Type 38 von 1926.
Der Rennwagen Type 32 basierte auf dem Type 30.

## Fahrgestell und Aufbau
Das etwas verlängerte Fahrgestell und die Radaufhängung stammten vom Type 23. Eine Quelle nennt 240 cm Radstand für Rennwagen und 285 cm Radstand für Straßenfahrzeuge. Eine zweite Quelle gibt zusätzlich 255 cm an. Eine dritte Quelle nennt nur 255 und 285 cm. Eine vierte Quelle gibt 252 und 285 cm an. Die Spurweite ist in mehreren Quellen übereinstimmend mit 115 cm für Sportmodelle und 120 cm für Tourenwagen angegeben. Eine vierte Quelle nennt davon abweichend einheitlich 122 cm.
Eine Quelle gibt 340 cm Fahrzeuglänge und etwa 140 cm Fahrzeugbreite an. Eine andere Quelle nennt als Länge 335 cm für das Sportmodell und 365 cm für die Tourenwagen.
Die Fahrzeuge waren mehrheitlich als viersitzige Tourenwagen und Limousinen karossiert. Zweisitzige Roadster und Coupés waren selten.
Die Rennwagen wogen 730 kg. Für die längeren Tourenwagen ist nur ein Fahrgestellgewicht von 825 kg bekannt.

## Technik
Mit dem Type 30 führte Bugatti Schrauben, Muttern und Bolzen nach eigenem Patent ein. Sie wurden künftig in allen neuen Modellen verwendet. Die Schrauben haben integrierte Unterlegscheiben und Gewinde mit unüblicher Steigung.

## Motoren

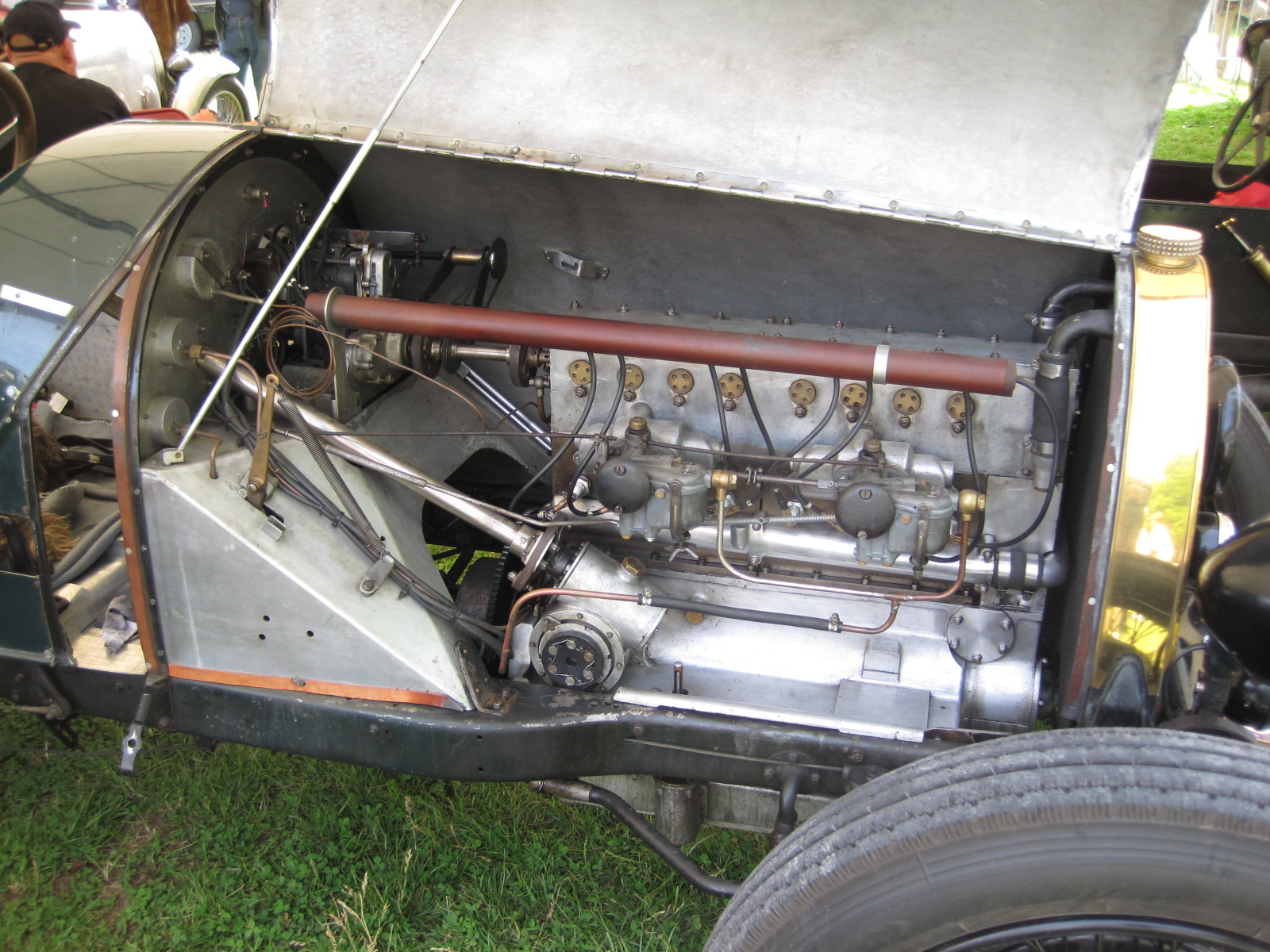
Motor

Der Motor ist der erste der Marke mit der typischen kantigen Form. Er besteht aus zwei Motorblöcken, die auf einem gemeinsamen Kurbelwellengehäuse stehen und eine gemeinsame Kurbelwelle antreiben. Beim Type 30 drehte diese zunächst in drei Gleitlagern; bei späteren Ausführungen ersetzten Kugellager die äußeren Gleitlager.
Block und Zylinderkopf bilden ein gemeinsames Bauteil. Typisch für diese Motorenfamilie ist auch die Ventilanordnung mit drei horizontal angebrachten Ventilen pro Zylinder (zwei Einlassventile, ein etwas größeres Auslassventil). Sie sind über abschraubbare Öffnungen seitlich am Motorblock zugänglich. Ihr Antrieb erfolgt über eine obenliegende Nockenwelle und zweiteilige Kipphebel. Die Nockenwelle wird von einer vorn stehenden Königswelle angetrieben.
60 mm Bohrung und 88 mm Hub ergeben 1991 cm³ Hubraum.
Für die Tourenwagen sind 75 PS angegeben. Für die Rennwagen finden sich sowohl 86 PS als auch 100 PS.

## Motorsport

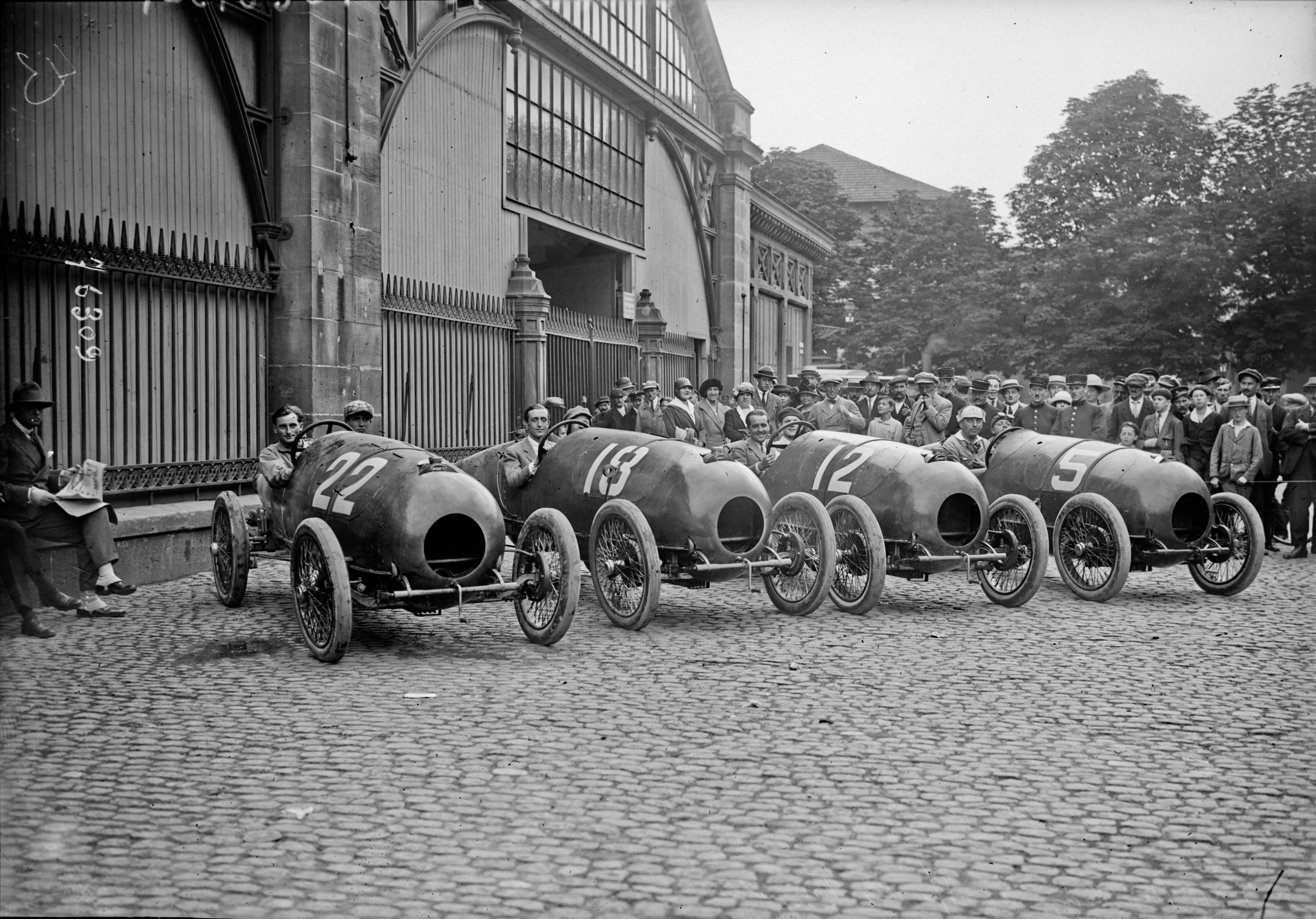
Das Bugatti-Werksteam vor dem Großen Preis von Frankreich 1922 in Straßburg

Eine Quelle bezeichnet die Rennwagen als Type 30 A.
Vier Fahrgestelle wurden in großer Eile für den Großen Preis von Frankreich in Straßburg fertiggestellt, der im Juli 1922 stattfand. Die Fahrgestellnummern waren 4001 bis 4004, und die Wagen können als eine Art Vorserie angesehen werden. Die reguläre Produktion des Type 30 lief erst im November an. Andere Quellen bezeichnen diese Fahrzeuge als Type 29/30.

## Stückzahlen
Mehrere Quellen nennen etwa 600 Fahrzeuge, eine gibt etwa 800 an. Eine weitere Quelle nennt 585 Tourenwagen plus 12 Rennwagen.
Etwa 35 Fahrzeuge sind erhalten geblieben.